# Platycerus hongwonpyoi dabashanensis
Platycerus hongwonpyoi dabashanensis es una subespecie de coleóptero de la familia Lucanidae.

## Distribución geográfica
Habita en Sichuan (China).